# Sam Hoger
Sam Hoger (28 de junho de 1980, Baton Rouge, Luisiana) é um lutador profissional de MMA que já lutou pelo UFC e foi um dos participantes Peso Meio-Pesado do The Ultimate Fighter 1.

## Carreira Profissional
Hoger tem um cartel de no total 14 lutas, 10 Vitórias e 4 Derrotas.

### The Ultimate Fighter 1
Hoger foi um dos participantes do The Ultimate Fighter 1 do Peso Meio-Pesado da equipe Liddell, Hoger lutou contra Forrest Griffin nas semifinais mas perdeu por nocaute técnico aos 1 minuto e 2 segundos do segundo round.

### Ultimate Fighting Championship
Sam Hoger fez sua estreia no UFC foi contra Bobby Southworth no The Ultimate Fighter 1 Finale e ganhou por decisão unânime. 
Hoger lutou no UFC Fight Night contra Stephan Bonnar mas perdeu por Decisão Unânime. 
Sam Hoger lutou no UFC 56 contra Jeff Newton e ganhou por finalização fazendo um mata-leão aos 2 minutos e 5 segundos. 
Sam Hoger lutou no UFC Fight Night 4 contra Rashad Evans mas perdeu por decisão dividida. 

Sam Hoger lutou no UFC 67 contra Lyoto Machida mas perdeu por decisão Unânime. 

## Cartel no MMA
| Cartel no MMA   |             |            |
| 14 lutas        | 10 vitórias | 4 derrotas |
| Por nocaute     | 3           | 0          |
| Por finalização | 6           | 1          |
| Por decisão     | 1           | 3          |

| Res.    | Cartel | Oponente         | Método                           | Evento                                                      | Data                    | Round | Tempo | Local                     | Notas                        |
| ------- | ------ | ---------------- | -------------------------------- | ----------------------------------------------------------- | ----------------------- | ----- | ----- | ------------------------- | ---------------------------- |
| Vitória | 10–4   | Jody Poff        | Finalização (Chave de Braço)     | FNMMA – Fight Night MMA                                     | 05 de junho de 2010     | 1     | 0:50  | Fort Wayne, Indiana       |                              |
| Vitória | 9–4    | Patrick Miller   | Nocaute Técnico (Socos)          | WG – Worldwide Gladiator                                    | 09 de abril de 2010     | 1     | 0:27  | Pasadena, Texas           |                              |
| Vitória | 8–4    | Johnathan Ivey   | Finalização (Kimura)             | URC – Urban Rumble Championship                             | 24 de janeiro de 2009   | 3     | 0:35  | Pasadena, Texas           |                              |
| Vitória | 7–4    | Jason Dolloff    | Nocaute Técnico (Socos)          | World Championship Fighting – World Championship Fighting 4 | 19 de setembro de 2008  | 1     | 0:17  | Wilmington, Massachusetts |                              |
| Derrota | 6–4    | Vernon White     | Finalização (Mata-Leão)          | International Fight League – Moline                         | 07 de abril de 2007     | 2     | 3:25  | Moline, Illinois          |                              |
| Derrota | 6–3    | Lyoto Machida    | Decisão (Unânime)                | UFC 67                                                      | 03 de fevereiro de 2007 | 3     | 5:00  | Las Vegas, Nevada         |                              |
| Derrota | 6–2    | Rashad Evans     | Decisão (Dividida)               | UFC Fight Night 4                                           | 06 de abril de 2006     | 3     | 5:00  | Las Vegas, Nevada         |                              |
| Derrota | 6–1    | Jeff Newton      | Finalização (Mata-Leão)          | UFC 56                                                      | 19 de novembro de 2005  | 2     | 2:05  | Las Vegas, Nevada         |                              |
| Derrota | 5–1    | Stephan Bonnar   | Decisão (Unânime)                | UFC Fight Night 1                                           | 06 de agosto de 2005    | 3     | 5:00  | Las Vegas, Nevada         |                              |
| Vitória | 5–0    | Bobby Southworth | Decisão (Unânime)                | The Ultimate Fighter 1 Finale                               | 09 de abril de 2005     | 3     | 5:00  | Las Vegas, Nevada         | Estreia no UFC.              |
| Vitória | 4–0    | Chris Herring    | Finalização (Guilhotina)         | MMA – Eruption                                              | 30 de abril de 2004     | 1     | 2:37  | Lowell, Massachusetts     |                              |
| Vitória | 3–0    | Adam Maciejewski | Finalização (Triângulo)          | EC 54 – Extreme Challenge 54                                | 12 de outubro de 2003   | 1     | 1:29  | Lakemoor, Illinois        |                              |
| Vitória | 2-0    | Josh Hendricks   | Finalização (Triângulo de Braço) | NLF – Next Level Fighting                                   | 13 de setembro de 2003  | 1     | 4:41  | Steubenville, Ohio        |                              |
| Vitória | 1-0    | Matt Freeland    | Nocaute (Chute)                  | AOW – Art of War                                            | 21 de junho de 2003     | 1     | 3:15  | Kalispell, Montana        | Estreia no MMA Profissional. |